# 埃讷曼
埃讷曼（法語：Ennemain，法語發音：[ɛnmɛ̃]）是法国上法蘭西大區索姆省的一个市镇，属于佩罗讷区。

## 地理
埃讷曼（49°50'48"N, 2°57'57"E）面积6.44 平方千米，位于法国上法蘭西大區索姆省，该省份为法国北部沿海省份，北起加来海峡省和北部省，西接滨海塞纳省和大西洋英吉利海峡，南至瓦兹省，东临埃纳省。
与埃讷曼接壤的市镇（或旧市镇、城区）包括：阿蒂、克鲁瓦莫利尼欧、埃佩南库尔、法尔维、圣克里斯特-布里约斯特。
埃讷曼的时区为UTC+01:00、UTC+02:00（夏令时）。

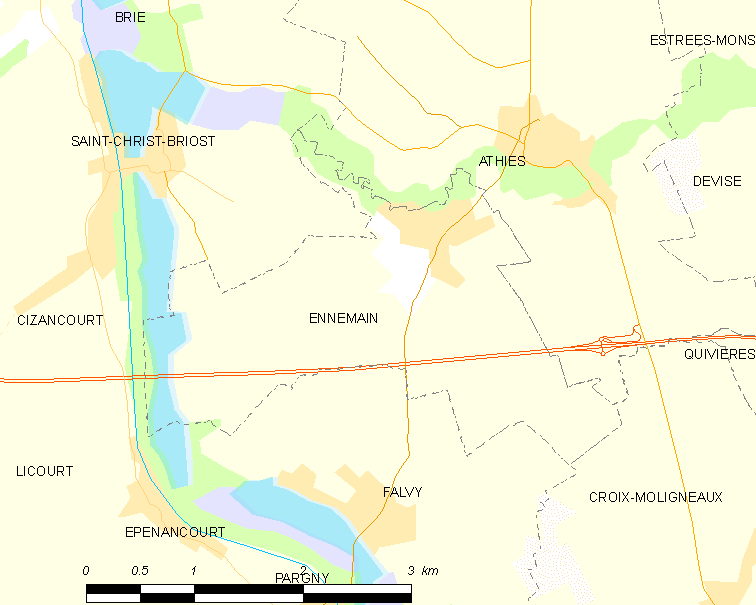
埃讷曼的OSM定位图

## 行政
埃讷曼的邮政编码为80200，INSEE市镇编码为80267。

## 政治
埃讷曼所属的省级选区为阿姆县。

## 人口

1962-2008年间埃讷曼人口变化图示

埃讷曼于2022年1月1日时的人口数量为247人。